# Uwolnić niedźwiedzie
Uwolnić niedźwiedzie (ang. Setting Free the Bears) – pierwsza powieść amerykańskiego pisarza Johna Irvinga, wydana w 1968 przez Random House (autor otrzymał za nią 7500 USD zaliczki). W tym czasie została sprzedana w około 8 tys. egzemplarzy w twardej oprawie, co było pozytywnym zaskoczeniem dla pisarza oraz wydawcy.
Jej redakcją zajął się Joseph Fox, który odpowiadał następnie za redakcje innych książek Irvinga w tym wydawnictwie. Po latach Fox, odpowiadając na pytanie autora, stwierdził, że prawdopodobnie powieść nie ukazałaby się, gdyby propozycja wydawnicza została złożona współcześnie. Została ona dedykowana pamięci George'a – George'a Bennetta, ojca przyjaciela pisarz i dyrektora Instytutu Anglistyki szkoły w Exeter, gdzie kształcił się Irving (Bennett zmarł tego samego dnia i w tym samym szpitalu, w którym urodził się pierwszy syn autor, Colin). Planowano adaptację filmową, w której jednym z aktorów miał zostać Al Pacino, jednakże scenariusz stworzony przez Irvinga podczas jego pobytu w Wiedniu nie został wykorzystany.
Książka opowiada historię Graffa, młodego, austriackiego studenta, który po oblanym egzaminie postanawia wyjechać na wycieczkę z nowo poznanym mechanikiem samochodowym, Siggym. Podczas tej wycieczki opracowują plan uwolnienia zwierząt z wiedeńskiego ogrodu zoologicznego, podobnie jak zdarzyło się tuż po zakończeniu II wojny światowej. Duża część książki poświęcona jest historii rodziny Siggiego, opisując jej losy przedwojenne, przez sowiecką okupację aż po późne lata 60. Zawiera wiele elementów charakterystycznych dla prozy tego pisarza: niedźwiedzie, Wiedeń jako miejsce akcji oraz fakt, że jeden z bohaterów jest pisarzem.

## Polskie wydania
Książka została wydana w Polsce po raz pierwszy w 1994 przez Wydawnictwo Marabut w przekładzie Ewy Życieńskiej (388 stron). W 2001 powieść ukazała się w tłumaczeniu Macieja Świerkockiego nakładem Prószyński i S-ka w ramach serii Biblioteczka Interesującej Prozy (403 stron). W pierwotnym przekładzie została wznowiona przez to samo wydawnictwo we wrześniu 2006 (wydanie to liczyło 312 stron). W 2015 Prószyński Media i Biblioteka Akustyczna wydały książkę mówioną w oparciu o pierwsze tłumaczenie (trwające 14 godzin i 6 minut nagranie czyta Sebastian Cybulski).